# Daniel Hérelle
Daniel Julien Hérelle (Nizza, 17 ottobre 1988) è un calciatore francese, centrocampista del Samaritaine e della Nazionale martinicana.

## Carriera

### Club
Comincia a giocare nel Club Franciscain, con cui vince due volte il campionato e due volte la Coupe de la Martinique. Nel 2008 si trasferisce al Samaritaine. Nel 2010 passa al Club Colonial, in cui milita fino al 2014 e con cui vince il campionato nella stagione 2010-2011 e la Coupe de la Martinique nel 2014. Nel 2014 viene acquistato dal Golden Lion.

### Nazionale
Debutta in Nazionale l'8 novembre 2006, in Martinica-Suriname (1-0). Mette a segno la sua prima rete con la maglia della Nazionale il 13 marzo 2016, in Saint Vincent e Grenadine-Martinica (0-4), in cui mette a segno il gol del definitivo 0-4.

## Statistiche

### Cronologia presenze e reti in nazionale
| Cronologia completa delle presenze e delle reti in nazionale ― Martinica | Cronologia completa delle presenze e delle reti in nazionale ― Martinica | Cronologia completa delle presenze e delle reti in nazionale ― Martinica | Cronologia completa delle presenze e delle reti in nazionale ― Martinica | Cronologia completa delle presenze e delle reti in nazionale ― Martinica | Cronologia completa delle presenze e delle reti in nazionale ― Martinica | Cronologia completa delle presenze e delle reti in nazionale ― Martinica | Cronologia completa delle presenze e delle reti in nazionale ― Martinica |
| Data                                                                     | Città                                                                    | In casa                                                                  | Risultato                                                                | Ospiti                                                                   | Competizione                                                             | Reti                                                                     | Note                                                                     |
| ------------------------------------------------------------------------ | ------------------------------------------------------------------------ | ------------------------------------------------------------------------ | ------------------------------------------------------------------------ | ------------------------------------------------------------------------ | ------------------------------------------------------------------------ | ------------------------------------------------------------------------ | ------------------------------------------------------------------------ |
| 8-11-2006                                                                | Fort-de-France                                                           | Martinica                                                                | 1 – 0                                                                    | Suriname                                                                 | Qualificazioni alla Coppa dei Caraibi 2007                               | -                                                                        | 84’                                                                      |
| 10-11-2006                                                               | Fort-de-France                                                           | Martinica                                                                | 1 – 0                                                                    | Haiti                                                                    | Qualificazioni alla Coppa dei Caraibi 2007                               | -                                                                        | 64’                                                                      |
| 12-11-2006                                                               | Fort-de-France                                                           | Martinica                                                                | 0 – 0                                                                    | Cuba                                                                     | Qualificazioni alla Coppa dei Caraibi 2007                               | -                                                                        | 45’                                                                      |
| 28-12-2006                                                               | Saint-Joseph                                                             | Martinica                                                                | 2 – 2                                                                    | Saint Vincent e Grenadine                                                | Amichevole                                                               | -                                                                        | Ingresso                                                                 |
| 6-1-2007                                                                 | Le Lamentin                                                              | Martinica                                                                | 3 – 0                                                                    | Guadalupa                                                                | Amichevole                                                               | -                                                                        | 73’                                                                      |
| 15-1-2007                                                                | Port of Spain                                                            | Trinidad e Tobago                                                        | 5 – 1                                                                    | Martinica                                                                | Coppa dei Caraibi 2007                                                   | -                                                                        | 32’                                                                      |
| 17-1-2007                                                                | Port of Spain                                                            | Barbados                                                                 | 2 – 3                                                                    | Martinica                                                                | Coppa dei Caraibi 2007                                                   | -                                                                        | 25’                                                                      |
| 6-9-2008                                                                 | Fort-de-France                                                           | Martinica                                                                | 2 – 1                                                                    | Guyana francese                                                          | Amichevole                                                               | -                                                                        |                                                                          |
| 15-9-2008                                                                | Fort-de-France                                                           | Martinica                                                                | 3 – 0                                                                    | Saint Vincent e Grenadine                                                | Qualificazioni alla Coppa dei Caraibi 2010                               | -                                                                        |                                                                          |
| 19-9-2008                                                                | Fort-de-France                                                           | Martinica                                                                | 3 – 1                                                                    | Anguilla                                                                 | Qualificazioni alla Coppa dei Caraibi 2010                               | -                                                                        |                                                                          |
| 24-9-2008                                                                | La Courneuve                                                             | Guadalupa                                                                | 0 – 1                                                                    | Martinica                                                                | Amichevole                                                               | -                                                                        |                                                                          |
| 27-9-2008                                                                | Melun                                                                    | Tahiti                                                                   | 0 – 1                                                                    | Martinica                                                                | Amichevole                                                               | -                                                                        |                                                                          |
| 30-9-2008                                                                | Poissy                                                                   | Nuova Caledonia                                                          | 3 – 4                                                                    | Martinica                                                                | Amichevole                                                               | -                                                                        |                                                                          |
| 4-10-2008                                                                | Créteil                                                                  | La Riunione                                                              | 1 – 0                                                                    | Martinica                                                                | Amichevole                                                               | -                                                                        |                                                                          |
| 11-10-2008                                                               | Les Abymes                                                               | Martinica                                                                | 2 – 2                                                                    | Grenada                                                                  | Qualificazioni alla Coppa dei Caraibi 2010                               | -                                                                        |                                                                          |
| 13-10-2008                                                               | Les Abymes                                                               | Isole Cayman                                                             | 0 – 1                                                                    | Martinica                                                                | Qualificazioni alla Coppa dei Caraibi 2010                               | -                                                                        | 80’                                                                      |
| 15-10-2008                                                               | Les Abymes                                                               | Guadalupa                                                                | 3 – 1                                                                    | Martinica                                                                | Qualificazioni alla Coppa dei Caraibi 2010                               | -                                                                        | 80’                                                                      |
| 24-3-2010                                                                | Fort-de-France                                                           | Martinica                                                                | 0 – 0                                                                    | Haiti                                                                    | Amichevole                                                               | -                                                                        | 74’                                                                      |
| 30-5-2010                                                                | St. Andrew's                                                             | Grecia                                                                   | 2 – 2                                                                    | Martinica                                                                | Amichevole                                                               | -                                                                        |                                                                          |
| 23-9-2010                                                                | Fort-de-France                                                           | Martinica                                                                | 4 – 1                                                                    | Tahiti                                                                   | Amichevole                                                               | -                                                                        |                                                                          |
| 26-9-2010                                                                | Viry-Châtillon                                                           | Nuova Caledonia                                                          | 0 – 4                                                                    | Martinica                                                                | Amichevole                                                               | -                                                                        |                                                                          |
| 29-9-2010                                                                | Saint-Maur-des-Fossés                                                    | Guadalupa                                                                | 2 – 0                                                                    | Martinica                                                                | Amichevole                                                               | -                                                                        |                                                                          |
| 2-10-2010                                                                | Créteil                                                                  | La Riunione                                                              | 0 – 0 dts (3 – 5 dtr)                                                    | Martinica                                                                | Amichevole                                                               | -                                                                        |                                                                          |
| 26-11-2010                                                               | Fort-de-France                                                           | Martinica                                                                | 1 – 1                                                                    | Grenada                                                                  | Coppa dei Caraibi 2010                                                   | -                                                                        |                                                                          |
| 28-11-2010                                                               | Fort-de-France                                                           | Martinica                                                                | 0 – 1                                                                    | Cuba                                                                     | Coppa dei Caraibi 2010                                                   | -                                                                        |                                                                          |
| 30-11-2010                                                               | Fort-de-France                                                           | Martinica                                                                | 0 – 1                                                                    | Trinidad e Tobago                                                        | Coppa dei Caraibi 2010                                                   | -                                                                        | 65’                                                                      |
| 3-3-2012                                                                 | Le Lamentin                                                              | Martinica                                                                | 1 – 2                                                                    | Guadalupa                                                                | Amichevole                                                               | -                                                                        | 90’                                                                      |
| 7-4-2012                                                                 | Les Abymes                                                               | Guadalupa                                                                | 0 – 1                                                                    | Martinica                                                                | Amichevole                                                               | -                                                                        | 84’                                                                      |
| 2-5-2012                                                                 | Le Lamentin                                                              | Martinica                                                                | 2 – 2                                                                    | Guyana                                                                   | Amichevole                                                               | -                                                                        |                                                                          |
| 8-12-2012                                                                | North Sound                                                              | Martinica                                                                | 1 – 0                                                                    | Cuba                                                                     | Coppa dei Caraibi 2012 - 1º turno                                        | -                                                                        |                                                                          |
| 10-12-2012                                                               | North Sound                                                              | Giamaica                                                                 | 0 – 0                                                                    | Martinica                                                                | Coppa dei Caraibi 2012 - 1º turno                                        | -                                                                        |                                                                          |
| 12-12-2012                                                               | North Sound                                                              | Guyana francese                                                          | 1 – 3                                                                    | Martinica                                                                | Coppa dei Caraibi 2012 - 1º turno                                        | -                                                                        | 59’                                                                      |
| 14-12-2012                                                               | Saint John's                                                             | Martinica                                                                | 3 – 4 (4 – 5 dtr)                                                        | Trinidad e Tobago                                                        | Coppa dei Caraibi 2012 - Semifinale                                      | -                                                                        | 87’                                                                      |
| 16-12-2012                                                               | Saint John's                                                             | Haiti                                                                    | 1 – 0 dts                                                                | Martinica                                                                | Coppa dei Caraibi 2012 - Finale 3º posto                                 | -                                                                        | 72’                                                                      |
| 7-7-2013                                                                 | Pasadena                                                                 | Canada                                                                   | 0 – 1                                                                    | Martinica                                                                | Gold Cup 2013 - 1º turno                                                 | -                                                                        | 79’                                                                      |
| 12-7-2013                                                                | Seattle                                                                  | Panama                                                                   | 1 – 0                                                                    | Martinica                                                                | Gold Cup 2013 - 1º turno                                                 | -                                                                        | 87’                                                                      |
| 15-7-2013                                                                | Denver                                                                   | Martinica                                                                | 1 – 3                                                                    | Messico                                                                  | Gold Cup 2013 - 1º turno                                                 | -                                                                        | 29’                                                                      |
| 19-4-2014                                                                | Les Abymes                                                               | Guadalupa                                                                | 0 – 1                                                                    | Martinica                                                                | Amichevole                                                               | -                                                                        |                                                                          |
| 28-8-2014                                                                | Gros Islet                                                               | Saint Lucia                                                              | 0 – 1                                                                    | Martinica                                                                | Amichevole                                                               | -                                                                        |                                                                          |
| 3-9-2014                                                                 | Fort-de-France                                                           | Martinica                                                                | 6 – 0                                                                    | Bonaire                                                                  | Qualificazioni alla Coppa dei Caraibi 2014                               | -                                                                        |                                                                          |
| 5-9-2014                                                                 | Fort-de-France                                                           | Martinica                                                                | 3 – 2                                                                    | Barbados                                                                 | Qualificazioni alla Coppa dei Caraibi 2014                               | -                                                                        |                                                                          |
| 7-9-2014                                                                 | Fort-de-France                                                           | Martinica                                                                | 0 – 0                                                                    | Suriname                                                                 | Qualificazioni alla Coppa dei Caraibi 2014                               | -                                                                        |                                                                          |
| 8-10-2014                                                                | Les Abymes                                                               | Curaçao                                                                  | 1 – 1                                                                    | Martinica                                                                | Qualificazioni alla Coppa dei Caraibi 2014                               | -                                                                        |                                                                          |
| 10-10-2014                                                               | Les Abymes                                                               | Guadalupa                                                                | 1 – 2                                                                    | Martinica                                                                | Qualificazioni alla Coppa dei Caraibi 2014                               | -                                                                        | 65’ 77’                                                                  |
| 12-10-2014                                                               | Les Abymes                                                               | Martinica                                                                | 4 – 3                                                                    | Saint Vincent e Grenadine                                                | Qualificazioni alla Coppa dei Caraibi 2014                               | -                                                                        |                                                                          |
| 12-11-2014                                                               | Montego Bay                                                              | Giamaica                                                                 | 1 – 1                                                                    | Martinica                                                                | Coppa dei Caraibi 2014                                                   | -                                                                        |                                                                          |
| 14-11-2014                                                               | Montego Bay                                                              | Martinica                                                                | 0 – 3                                                                    | Haiti                                                                    | Coppa dei Caraibi 2014                                                   | -                                                                        |                                                                          |
| 16-11-2014                                                               | Montego Bay                                                              | Antigua e Barbuda                                                        | 0 – 2                                                                    | Martinica                                                                | Coppa dei Caraibi 2014                                                   | -                                                                        | 65’                                                                      |
| 26-12-2015                                                               | Le Lamentin                                                              | Martinica                                                                | 2 – 0                                                                    | Guadalupa                                                                | Amichevole                                                               | -                                                                        | 87’                                                                      |
| 6-2-2016                                                                 | Les Abymes                                                               | Guadalupa                                                                | 1 – 1                                                                    | Martinica                                                                | Amichevole                                                               | -                                                                        |                                                                          |
| 13-3-2016                                                                | Kingstown                                                                | Saint Vincent e Grenadine                                                | 0 – 4                                                                    | Martinica                                                                | Amichevole                                                               | 1                                                                        |                                                                          |
| 24-3-2016                                                                | Fort-de-France                                                           | Martinica                                                                | 3 – 0                                                                    | Isole Vergini Britanniche                                                | Qualificazioni alla Coppa dei Caraibi 2017                               | -                                                                        | 68’                                                                      |
| 30-3-2016                                                                | Roseau                                                                   | Rep. Dominicana                                                          | 1 – 4                                                                    | Martinica                                                                | Qualificazioni alla Coppa dei Caraibi 2017                               | 1                                                                        |                                                                          |
| 28-4-2016                                                                | Fort-de-France                                                           | Martinica                                                                | 0 – 2                                                                    | Panama                                                                   | Amichevole                                                               | -                                                                        | 81’                                                                      |
| 1-6-2016                                                                 | Fort-de-France                                                           | Martinica                                                                | 2 – 0                                                                    | Guadalupa                                                                | Qualificazioni alla Coppa dei Caraibi 2017                               | -                                                                        |                                                                          |
| 8-10-2016                                                                | San Cristóbal                                                            | Rep. Dominicana                                                          | 1 – 2                                                                    | Martinica                                                                | Qualificazioni alla Coppa dei Caraibi 2017                               | -                                                                        | 29’                                                                      |
| 12-10-2016                                                               | Fort-de-France                                                           | Martinica                                                                | 2 – 0 dts                                                                | Trinidad e Tobago                                                        | Qualificazioni alla Coppa dei Caraibi 2017                               | -                                                                        |                                                                          |
| 27-3-2017                                                                | Saint Michael                                                            | Barbados                                                                 | 2 – 1                                                                    | Martinica                                                                | Amichevole                                                               | -                                                                        |                                                                          |
| 29-3-2017                                                                | Linden                                                                   | Guyana                                                                   | 0 – 0                                                                    | Martinica                                                                | Amichevole                                                               | -                                                                        | 65’                                                                      |
| 27-4-2017                                                                | Le Lamentin                                                              | Martinica                                                                | 4 – 1                                                                    | Guadalupa                                                                | Amichevole                                                               | -                                                                        | 63’                                                                      |
| 23-6-2017                                                                | Fort-de-France                                                           | Curaçao                                                                  | 2 – 1                                                                    | Martinica                                                                | Coppa dei Caraibi 2017 - Semifinale                                      | -                                                                        |                                                                          |
| 25-6-2017                                                                | Saint John's                                                             | Guyana francese                                                          | 1 – 0                                                                    | Martinica                                                                | Coppa dei Caraibi 2017 - Finale 3º posto                                 | -                                                                        |                                                                          |
| 9-7-2017                                                                 | Nashville                                                                | Martinica                                                                | 2 – 0                                                                    | Nicaragua                                                                | Gold Cup 2017 - 1º Turno                                                 | -                                                                        |                                                                          |
| 13-7-2017                                                                | Tampa                                                                    | Stati Uniti                                                              | 3 – 2                                                                    | Martinica                                                                | Gold Cup 2017 - 1º Turno                                                 | -                                                                        | 78’                                                                      |
| 15-7-2017                                                                | Cleveland                                                                | Panama                                                                   | 3 – 0                                                                    | Martinica                                                                | Gold Cup 2017 - 1º Turno                                                 | -                                                                        | 33’                                                                      |
| 26-3-2018                                                                | Fort-de-France                                                           | Martinica                                                                | 0 – 0                                                                    | Trinidad e Tobago                                                        | Amichevole                                                               | -                                                                        | 19’                                                                      |
| 6-6-2018                                                                 | Fort-de-France                                                           | Martinica                                                                | 3 – 0                                                                    | Guyana francese                                                          | Amichevole                                                               | 1                                                                        | 72’                                                                      |
| 13-10-2018                                                               | Bayamón                                                                  | Porto Rico                                                               | 0 – 1                                                                    | Martinica                                                                | CONCACAF Nations League 2019-2020 - Qualificazioni                       | -                                                                        | 80’                                                                      |
| 17-10-2018                                                               | Fort-de-France                                                           | Martinica                                                                | 4 – 0                                                                    | Isole Vergini Britanniche                                                | CONCACAF Nations League 2019-2020 - Qualificazioni                       | -                                                                        | 74’                                                                      |
| 24-3-2019                                                                | Les Abymes                                                               | Guadalupa                                                                | 0 – 1                                                                    | Martinica                                                                | CONCACAF Nations League 2019-2020 - Qualificazioni                       | -                                                                        |                                                                          |
| 16-6-2019                                                                | Pasadena                                                                 | Canada                                                                   | 4 – 0                                                                    | Martinica                                                                | Gold Cup 2019 - 1º turno                                                 | -                                                                        |                                                                          |
| 20-6-2019                                                                | Commerce City                                                            | Cuba                                                                     | 0 – 3                                                                    | Martinica                                                                | Gold Cup 2019 - 1º turno                                                 | -                                                                        |                                                                          |
| 24-6-2019                                                                | Charlotte                                                                | Martinica                                                                | 2 – 3                                                                    | Messico                                                                  | Gold Cup 2019 - 1º turno                                                 | -                                                                        |                                                                          |
| 7-9-2019                                                                 | Fort-de-France                                                           | Martinica                                                                | 1 – 1                                                                    | Trinidad e Tobago                                                        | CONCACAF Nations League 2019-2020 - 1º turno                             | -                                                                        |                                                                          |
| 10-9-2019                                                                | Port of Spain                                                            | Trinidad e Tobago                                                        | 2 – 2                                                                    | Martinica                                                                | CONCACAF Nations League 2019-2020 - 1º turno                             | -                                                                        |                                                                          |
| 15-10-2019                                                               | San Pedro Sula                                                           | Honduras                                                                 | 1 – 0                                                                    | Martinica                                                                | CONCACAF Nations League 2019-2020 - 1º turno                             | -                                                                        | 90’                                                                      |
| 15-11-2019                                                               | Fort-de-France                                                           | Martinica                                                                | 1 – 1                                                                    | Honduras                                                                 | CONCACAF Nations League 2019-2020 - 1º turno                             | -                                                                        |                                                                          |
| 24-6-2021                                                                | Fort-de-France                                                           | Martinica                                                                | 1 – 2                                                                    | Guadalupa                                                                | Amichevole                                                               | -                                                                        |                                                                          |
| 12-7-2021                                                                | Kansas City                                                              | Canada                                                                   | 4 – 1                                                                    | Martinica                                                                | Gold Cup 2021 - 1º turno                                                 | -                                                                        | 51’                                                                      |
| 16-7-2021                                                                | Kansas City                                                              | Martinica                                                                | 1 – 6                                                                    | Stati Uniti                                                              | Gold Cup 2021 - 1º turno                                                 | -                                                                        | 76’                                                                      |
| 18-7-2021                                                                | Frisco                                                                   | Martinica                                                                | 1 – 2                                                                    | Haiti                                                                    | Gold Cup 2021 - 1º turno                                                 | -                                                                        |                                                                          |
| 23-2-2022                                                                | Fort-de-France                                                           | Martinica                                                                | 3 – 1                                                                    | Barbados                                                                 | Amichevole                                                               | -                                                                        |                                                                          |
| 26-3-2022                                                                | Fleury-Mérogis                                                           | Guadalupa                                                                | 3 – 4                                                                    | Martinica                                                                | Amichevole                                                               | -                                                                        | Cap.                                                                     |
| 5-6-2022                                                                 | San José                                                                 | Costa Rica                                                               | 2 – 0                                                                    | Martinica                                                                | CONCACAF Nations League 2022-2023 - 1º turno                             | -                                                                        | Cap.                                                                     |
| 10-6-2022                                                                | Panama                                                                   | Panama                                                                   | 5 – 0                                                                    | Martinica                                                                | CONCACAF Nations League 2022-2023 - 1º turno                             | -                                                                        | 61’ 79’                                                                  |
| 13-6-2022                                                                | Fort-de-France                                                           | Martinica                                                                | 0 – 0                                                                    | Panama                                                                   | CONCACAF Nations League 2022-2023 - 1º turno                             | -                                                                        | Cap. 81’                                                                 |
| 25-9-2022                                                                | Fort-de-France                                                           | Martinica                                                                | 1 – 1                                                                    | Guinea-Bissau                                                            | Amichevole                                                               | -                                                                        | Cap. 85’                                                                 |
| 23-2-2023                                                                | Caienna                                                                  | Guyana francese                                                          | 0 – 1                                                                    | Martinica                                                                | Amichevole                                                               | -                                                                        |                                                                          |
| 25-2-2023                                                                | Remire-Montjoly                                                          | Guyana francese                                                          | 2 – 2                                                                    | Martinica                                                                | Amichevole                                                               | -                                                                        | 58’ 67’                                                                  |
| 25-3-2023                                                                | Fort-de-France                                                           | Martinica                                                                | 1 – 2                                                                    | Costa Rica                                                               | CONCACAF Nations League 2022-2023 - 1º turno                             | -                                                                        | Cap. 73’                                                                 |
| 10-6-2023                                                                | Palm Beach Gardens                                                       | Martinica                                                                | 2 – 0                                                                    | Guyana                                                                   | Amichevole                                                               | -                                                                        |                                                                          |
| 16-6-2023                                                                | Fort Lauderdale                                                          | Martinica                                                                | 3 – 1                                                                    | Saint Lucia                                                              | Qual. Gold Cup 2023                                                      | -                                                                        | Cap. 70’                                                                 |
| 20-6-2023                                                                | Fort Lauderdale                                                          | Martinica                                                                | 2 – 0                                                                    | Porto Rico                                                               | Qual. Gold Cup 2023                                                      | -                                                                        | 55’                                                                      |
| 26-6-2023                                                                | Fort Lauderdale                                                          | El Salvador                                                              | 1 – 2                                                                    | Martinica                                                                | Gold Cup 2023 - 1º turno                                                 | -                                                                        | Cap. 67’                                                                 |
| 4-7-2023                                                                 | Harrison                                                                 | Costa Rica                                                               | 6 – 4                                                                    | Martinica                                                                | Gold Cup 2023 - 1º turno                                                 | -                                                                        | Cap. 47’ 58’                                                             |
| 7-9-2023                                                                 | Panama                                                                   | Panama                                                                   | 3 – 0                                                                    | Martinica                                                                | CONCACAF Nations League 2023-2024 - 1º turno                             | -                                                                        | Cap. 10’ 76’                                                             |
| 10-9-2023                                                                | Fort-de-France                                                           | Martinica                                                                | 1 – 0                                                                    | Curaçao                                                                  | CONCACAF Nations League 2023-2024 - 1º turno                             | -                                                                        | Cap. 67’                                                                 |
| Totale                                                                   |                                                                          | Presenze                                                                 | 97                                                                       |                                                                          | Reti                                                                     | 3                                                                        |                                                                          |

## Palmarès

### Club

#### Competizioni nazionali
- Championnat de Division d'Honneur: 5

Club Franciscain: 2005-2006, 2006-2007
Club Colonial: 2010-2011
Golden Lion: 2014-2015, 2015-2016
- Coupe de la Martinique: 3

Club Franciscain: 2007, 2008
Club Colonial: 2014